# Ланська діоцезія
49°33′52″ пн. ш. 3°37′26″ сх. д. / 49.564394444444° пн. ш. 3.62395° сх. д.

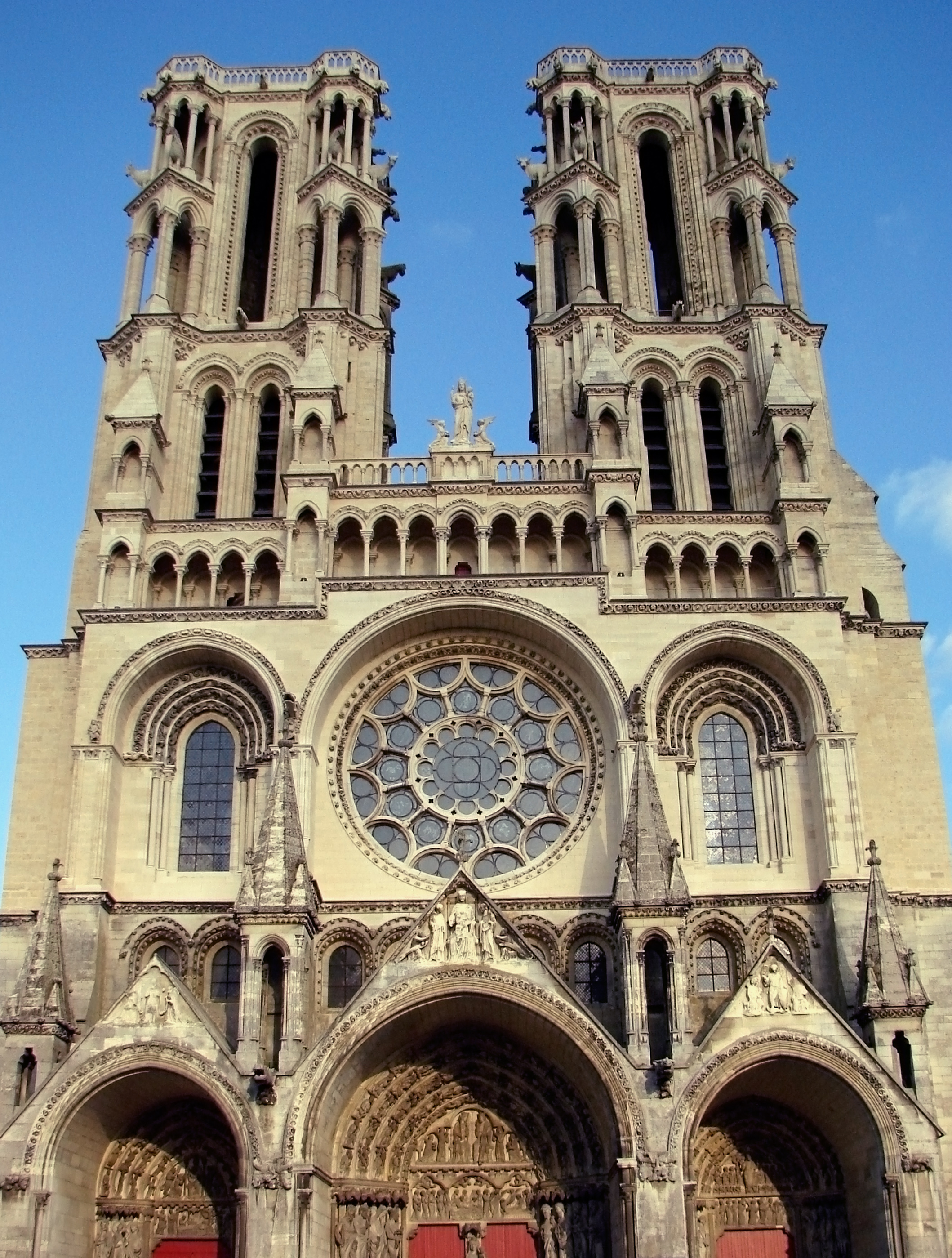
Ланський собор

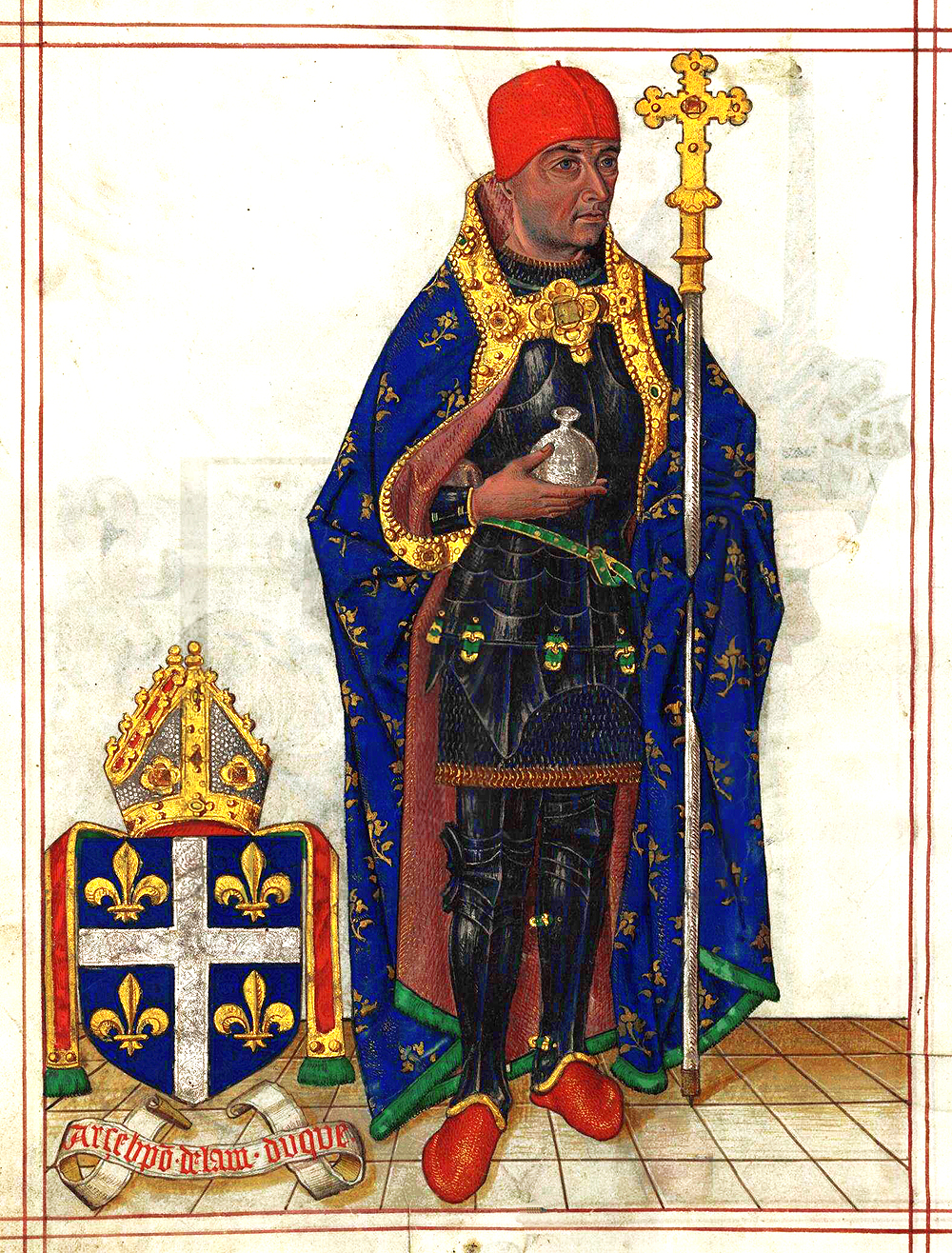
Ланський єпископ з ампулою (Livro do Armeiro-Mor, 1509)

Ла́нська діоце́зія (лат. Dioecesis Laudunensis; фр. Diocèse de Laon) — у 487—1790 роках єпископство (діоцезія) Римо-Католицької Церкви у Франції, в Пікардії, з центром у місті Лан. За переказом, заснована святим Ремігієм шляхом відділення її від Реймського архієпископства. Головним храмом був Ланський катедральний собор Діви Марії (Ланський Нотр-Дам). Очолювалася єпископами Ланськими, що мали титул герцогів і були перами Франції; брали участь у церемонії коронації французького короля, несучи Святу ампулу. Першим єпископом був святий Генебальд. На півночі межувала з архідіоцезією Камбре, на сході й південному сході — з Реймською архідіоцезією, на південному заході — з Суассонською діоцезією, й на заході — з Науйонською діоцезією. Фактично припинила існування 1790 року внаслідок Французької революції, згідно з Цивільним устроєм духовенства. Інкорпорована до складу департаменту Ена. Формально скасована 29 листопада 1801 року рішенням Пія VII й не відновлювалася. Від 13 червня 1828 року титул ланських єпископів наданий єпископам Суассонським. Також — Ланське єпископство.

## Єпископи
- 977—1030/1031: Адальберон Ланський

### Довідники
- Gams, Pius Bonifatius (1873). Series episcoporum Ecclesiae catholicae: quotquot innotuerunt a beato Petro apostolo. Ratisbon: Typis et Sumptibus Georgii Josephi Manz. Архів оригіналу за 19 травня 2020. Процитовано 4 вересня 2017.  (Use with caution; obsolete)
- Eubel, Conradus (ed.) (1913). Hierarchia catholica, Tomus 1 (вид. second). Münster: Libreria Regensbergiana.  (in Latin)
- Eubel, Conradus (ed.) (1914). Hierarchia catholica, Tomus 2 (вид. second). Münster: Libreria Regensbergiana. (in Latin)
- Eubel, Conradus (ed.); Gulik, Guilelmus (1923). Hierarchia catholica, Tomus 3 (вид. second). Münster: Libreria Regensbergiana.
- Gauchat, Patritius (Patrice) (1935). Hierarchia catholica  IV (1592-1667). Münster: Libraria Regensbergiana. Процитовано 6 липня 2016.
- Ritzler, Remigius; Sefrin, Pirminus (1952). Hierarchia catholica medii et recentis aevi  V (1667-1730). Patavii: Messagero di S. Antonio. Процитовано 6 липня 2016.
- Ritzler, Remigius; Sefrin, Pirminus (1958). Hierarchia catholica medii et recentis aevi  VI (1730-1799). Patavii: Messagero di S. Antonio. Процитовано 6 липня 2016.

### Дослідження
- Duchesne, Louis (1910). Fastes épiscopaux de l'ancienne Gaule: II. L'Aquitaine et les Lyonnaises. Paris: Fontemoing.
- Du Tems, Hugues (1774). Le clergé de France, ou tableau historique et chronologique des archevêques, évêques, abbés, abbesses et chefs des chapitres principaux du royaume, depuis la fondation des églises jusqu'à nos jours (French) . Т. Tome premier. Paris: Delalain. Архів оригіналу за 26 липня 2020. Процитовано 4 вересня 2017.
- Jean, Armand (1891). Les évêques et les archevêques de France depuis 1682 jusqu'à 1801 (French) . Paris: A. Picard. Архів оригіналу за 27 червня 2018. Процитовано 4 вересня 2017.